# ラグビーマガジン
『ラグビーマガジン』（Rugby Magazine）は、ベースボール・マガジン社が発行するラグビー専門雑誌である。略称「ラグマガ」。
1972年創刊。当初は季刊誌であったが、1975年に月刊誌となる。毎月25日に発売で定価は1,000円前後。ワールドカップ直前にはプレビュー（展望号）が、雑誌本体とは別売りの形で出版される。また、リーグワンや大学選手権のシーズン直前や全国高校大会の本大会直前、スーパーラグビー開始直後に発売される号には、選手の紹介やシーズンの展望を記載した別冊付録が付く。
国内外ラグビーの記録及びレポートはもちろん、選手に対するインタビュー、さらにスキルアップ講座も掲載されており、ラグビーファンに支持されている。海外情報も充実していて、シックスネーションズやトライネーションズの時期は、通常の海外ニュースのページのみならず、巻末のカラーページでも報道される。
1974年より季刊で別冊（『別冊ラグビーマガジン』『ラグビーマガジンイラストレイテッド』『ラグビークリニック』などのタイトルがある）を刊行していたが、2016年を最後に休刊している。
過去には村上晃一が編集長を務めた。田村一博は2024年1月末までの26年間、編集長を務めた。
ラグビーマガジン編集部は、ラグビー情報ウェブサイト「ラグビーリパブリック」を運営しており、ラグビーマガジンのライターが参加している。

## 主な連載
- 解体心書
- COLUMN◎DAI HEART(藤島大)
- 記録ナビ
- 主要公式記録
- DAEN-Q NET
- 楕円球界定点観測
- 日本ラグビー日々出来事
- ラグビーに乾杯
- ワールドシーン
- 南アフリカ・レポート
- ニュージーランド通信
- OZ PRESS／オーストラリア通信
- THE FACE OF WORLD
- トライライン
- Spotlight on the team